# Ailsastra
Ailsastra is een geslacht van zeesterren uit de familie Asterinidae.

## Soorten
- Ailsastra achituvi O'Loughlin & Rowe, 2005
- Ailsastra amezianeae O'Loughlin & Rowe, 2005
- Ailsastra booneni O'Loughlin & Rowe, 2005
- Ailsastra eleaumei O'Loughlin & Rowe, 2005
- Ailsastra heteractis (H.L. Clark, 1938)
- Ailsastra paulayi O'Loughlin & Rowe, 2005